# Pavel Ploc
Pavel Ploc, född 15 juni 1964 i Jilemnice, Liberec, är en tjeckisk tidigare backhoppare, som tävlade för Tjeckoslovakien, numera backhoppstränare och politiker.

## Karriär
Pavel Ploc debuterade i världscupen 12 mars 1982 i skidflygningsbacken Kulm (HS200) i österrikiska Tauplitz, där han tog en tolfte plats. 1 januari 1983 tävlade han i Världsmästerskapen i skidflygning på hemmaplan i Harrachov och vann en silvermedalj. En vecka senare vann han sin första världscupseger i samma backe. Han tog ytterligare nio segrar i världscupen, den sista 11 mars 1990 i Hallstabacken i Sollefteå. I världscupsammanhang tog han en andraplats totalt säsongen 1987/88 och tredjeplats 1983/84. Under skidflygnings-VM i Planica 1985 var Ploc åter bland de bästa och lyckades vinna en bronsmedalj.
Pavel Ploc deltog i två världsmästerskap i nordisk skidsport, i Engelberg 1984 och i Lahtis 1989 där han i båda mästerskapen vann bronsmedalj i laghoppstävlingen tillsammans med sina tjeckoslovakiska lagkamrater.
Under OS 1984 i Sarajevo tog han en bronsmedalj i stora backen efter Matti Nykänen och Jens Weissflog. Fyra år senare i OS 1988 i Calgary hade han bara Matti Nykänen före sig, och fick silvermedaljen.
Pavel Ploc var känd som en "krafthoppare" som gjorde bäst ifrån sig i stora backar. Hans sista världscuptävling var i Sapporo 15 december 1991. Han hade inte lust att lägga om till den kommande V-stilen och valde att avsluta backhoppskarriären. Mot slutet av 1990-talet var han tränare för tjeckiska landslaget.

## Senare karriär
Pavel Ploc har engagerat sig i politiken för Tjeckiens socialdemokratiska parti (ČSSD). Från 1996 till 2002 var han invald i kommunstyrelsen i Harrachov. Senare (2006) blev han invald i Tjeckiens deputeradekammare i det tjeckiska parlamentet. Sedan 1996 driver han "Pavel Ploc Pension - Restaurant" i Harrachov.